# Mireille Messier
Mireille Messier, née en 1971 à Montréal, est une autrice jeunesse et une artiste de la voix.

## Biographie
Mireille Messier est née en 1971, à Montréal, d'un père franco-ontarien et d'une mère québécoise. Elle vit en Ontario à partir de l'âge de cinq ans. Elle grandit à Ottawa et, après des études en théâtre et en radio-diffusion, elle s'établit à Toronto en 1995.
Elle travaille comme animatrice radio, scénariste et réalisatrice, puis comme artiste de la voix hors-champ. Elle publie son premier livre en 1999. En 2019, elle remplace Françoise Lepage à la tête de la collection «Cavales» (romans jeunesse) aux Éditions L'Interligne.
Mireille Messier participe activement à la valorisation de la littérature franco-ontarienne,. Par exemple, en 2015, elle lance l'initiative «Le 25 septembre, j'achète un livre franco-ontarien» avec le poète Michel Dallaire.
Depuis 2016, Mireille Messier publie aussi régulièrement en anglais afin de rejoindre un lectorat plus large. L'autrice franco-ontarienne est traduite en plusieurs langues étrangères, dont l'arabe et le mandarin.

### Thèmes
Dans Une twiga à Ottawa et Déclic à Toronto, des romans mystères pour les lectrices et lecteurs de huit à douze ans, Mireille Messier fait découvrir des lieux typiques de l’Ontario, comme la Casa Loma de Toronto. L'album À qui le coco? propose plutôt une découverte de la nature; écrit pour les enfants de trois ans et plus, on le décrit comme «un guide ornithologique poétique et indispensable».
L'album primé Sergeant Billy - The True Story of the Goat Who Went to War (paru d'abord en français, sous le titre Sergent Billy - La vraie histoire du chevreau devenu soldat) explique avec doigté et imagination la dure vie de soldat aux jeunes publics de cinq à dix ans,.

## Œuvres

### Albums et romans pour la jeunesse en français
- Mirouille raconte… 7 jours en contes, Ottawa, Centre franco-ontarien de ressources pédagogiques, avec TFO, 1999, 60 p. (ISBN 0889443009)
- À qui le coco? (ill. Caroline Merola), Montréal, Éditions de l'Isatis, 2018, 24 p. (ISBN 978-2-924769-30-0)
- Fatima et les voleurs de clémentines (ill. Gabrielle Grimard), Montréal, Éditions de la Bagnole, 2019, 32 p. (ISBN 9782897143664)
- Trésor (ill. Irene Luxbacher), Victoria, Orca Book Publishers, 2019, 32 p. (ISBN 9781459823273)
- Sergent Billy - La vraie histoire du chevreau devenu soldat (ill. Kass Reich), Montréal, Éditions de l'Isatis, 2020, 24 p. (ISBN 9782924769867)
- Pas de chevaux dans la maison! (ill. Anna Bron), Victoria, Orca Book Publishers, 2023, 32 p. (ISBN 9781459836006)
- Le bonnet magique (ill. Charlotte Parent), Varennes, Éditions comme des géants, 2023, 48 p. (ISBN 9782924332696)
- Déclic à Toronto (ill. Marc Keelan-Bishop), Ottawa, Éditions David, 2024 (1re éd. 2004), 176 p. (ISBN 9782895979845)
- Une twiga à Ottawa, Ottawa, Éditions David, 2024 (1re éd. 2003), 120 p. (ISBN 9782895979838)
- Coupe et soucoupe à Sudbury, Ottawa, Éditions David, 2024 (1re éd. 2006), 168 p. (ISBN 9782898660177)
- Coup de théâtre à Stratford, Ottawa, Éditions David, 2025 (1re éd. 2010), 186 p. (ISBN 9782898660382)

### Albums en anglais
- (en) The Branch (ill. Pierre Pratt), Toronto, Kids Can Press, 2016, 32 p. (ISBN 9781771385640)
- (en) Treasure (ill. Irene Luxbacher), Victoria, Orca Book Publishers, 2019, 32 p. (ISBN 9781459817340)
- (en) Nutcracker Night (ill. Gabrielle Grimard), Toronto, Pajama Press, 2019, 40 p. (ISBN 978-1-77278-091-8)
- (en) Sergeant Billy - The True Story of the Goat Who Went to War (ill. Kass Reich), Toronto, Tundra Books, 2019, 40 p. (ISBN 9780735264427)

### Collectifs
- Sur les traces de Champlain - Un voyage extraordinaire en 24 tableaux (sous la direction d'Anne Forrest-Wilson), Sudbury, Éditions Prise de parole, 2015, 301 p. (ISBN 9782894231890)

## Prix et honneurs
- 2012 : Prix jeunesse du Salon du livre de Toronto, pour Fatima et les voleurs de clémentines[14].
- 2016 : Finaliste, Prix du Gouverneur général - livres illustrés, pour The Branch[15].
- 2017 : Starred Selection, Canadian Children's Book Centre (Best Books for Kids & Teens), pour The Branch[16].
- 2019 : Northern Lights Book Awards, pour Nutcraker Night[17].
- 2020 : Prix AAOF de littérature jeunesse, pour Trésor[1].
- 2020 : Christopher Book Award, pour Sergeant Billy – The True Story of the Goat Who Went to War[18],[19].
- 2021 : Shining Willow Award, pour Sergeant Billy – The True Story of the Goat Who Went to War[20].
- 2021 : Rocky Mountain Book Award, pour Sergeant Billy – The True Story of the Goat Who Went to War[21].
- 2024 : Mention d'honneur du Prix Peuplier, pour Pas de chevaux dans la maison![22].
- 2025 : Prix du livre jeunesse Trillium, pour Le bonnet magique[23].